# Föhrer Ley
Die Föhrer Ley (nordfriesisch: At Fering Lei, dänisch: Fører Ley) ist ein Wattstrom im Wattenmeer der Nordsee. Er liegt nordöstlich der Insel Föhr. 
Bei Wyk auf Föhr geht die Norderaue in das Dagebüller Fahrwasser, das in Richtung Dagebüll verläuft, und in die Föhrer Ley über, die östlich von Föhr nach Norden verläuft. Ein Priel führt an der Föhrer Ostspitze Näshörn vorbei auf das Festland bei Südwesthörn – dort gab es früher einen kleinen Hafen –, während die eigentliche Föhrer Ley als schmaler, langer Priel die Sandbank „Föhrer Schulter“ von den Sandbänken des Festlandes trennt und mit dem Hörnumtief im Norden verbunden ist. Damit verbindet sie zwei Tidebecken und verläuft folglich quer zu deren Watthöhenscheide. Die Wattrinnen in diesem Gebiet vertiefen sich, so dass mehr Wasser zwischen den beiden Tidebecken ausgetauscht wird.
Der Begriff hängt evtl. mit leiten, Wasserleitung (vgl. niederländisch: Wasserstraße) zusammen.